# Riedel-Lappen

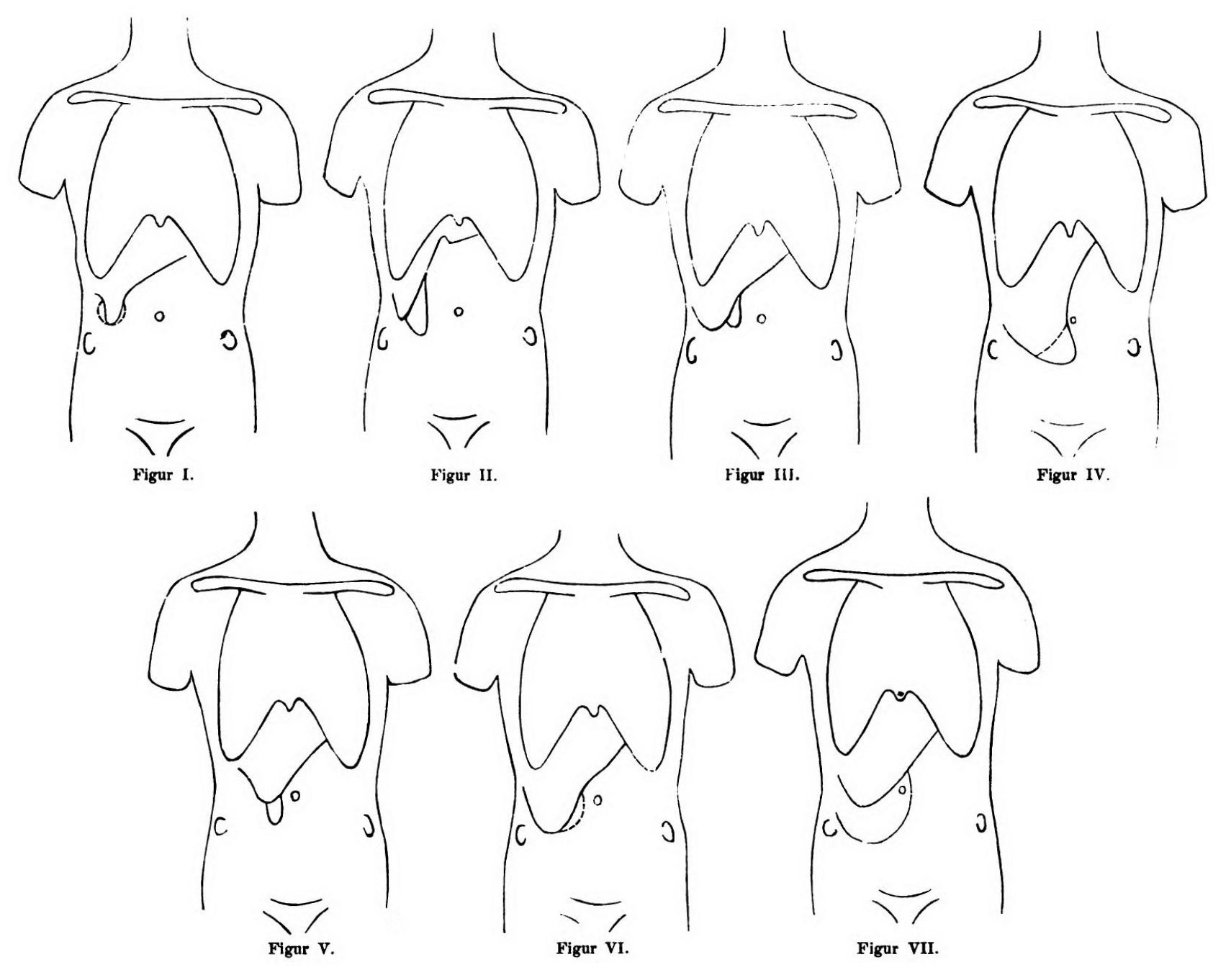
Skizzen aus der Originalpublikation von Bernhard Riedel von 1888

Als Riedel-Lappen wird ein normalerweise nicht vorkommender, zungenförmiger Fortsatz am Vorderrand des rechten Leberlappens bezeichnet. Es handelt sich nicht um einen eigenen Lappen im anatomischen Sinne, weshalb er in den anatomischen Lehrbüchern wenig Beachtung findet.
Diese Anomalie ist nach Bernhard Riedel bezeichnet, der 1888 eine Serie von 7 solchen Fällen beschrieb, die zum überwiegenden Teil im Zusammenhang mit der Diagnose einer Entzündung der Gallenblase standen.

## Epidemiologie
Es wird eine breite Spanne von etwa 3 bis 30 % für die Häufigkeit des Auftretens eines Riedel-Lappens angegeben. Dies kann als Hinweis darauf gewertet werden, dass einerseits nicht klar definiert ist, ab wann man bei einer Formveränderung am rechten Leberlappen von einem Riedel-Lappen sprechen soll, und andererseits, dass für die Diagnostik unterschiedliche Methoden (nur Palpation und Perkussion oder auch bildgebende Verfahren) zur Verfügung stehen oder standen. Ein früher beschriebenes, deutlich häufigeres Auftreten bei Frauen wurde in einer neueren Studie nicht bestätigt, wobei die Definition, was ein Riedel-Lappen ist, in dieser Untersuchung („Leber reicht nach unten über den Rippenrand hinaus“) sehr weit gefasst wurde.

## Bedeutung
In den Zeiten vor Einführung der bildgebenden Verfahren konnte die klinische Untersuchung mit Palpation des Bauches für die Diagnosestellung noch nicht mit Sonographie, Computertomographie, Magnetresonanztomographie oder nuklearmedizinischen Untersuchungsmethoden ergänzt werden. Daher ließ sich eine im rechten Oberbauch tastbare Masse nicht ohne weiteres einordnen. Erst wenn eine Operation nötig wurde, konnte man sicher feststellen, welches Organ bzw. welche Struktur der tastbaren Masse entsprach. Daher war es wichtig, die Möglichkeit eines tastbaren Riedel-Lappens zu kennen. Entsprechend ist aber auch heute noch für die richtige Interpretation der Bilder in der Sonographie, Computertomographie und Magnetresonanztomographie die Kenntnis von den möglichen morphologischen Variationen am Vorderrand des rechten Leberlappens im Sinne eines Riedel-Lappens hilfreich bzw. notwendig.
Häufig wird nur eine typische Einkerbung an der Basis eines Riedel-Lappens beschrieben. Es gibt aber auch Fälle, bei denen ein relativ langer Riedel-Lappen mit einer schmalen Basis sich verdreht hat, was naturgemäß zu einer akuten klinischen Symptomatik führt.
Die Frage, ob es sich bei einem Riedel-Lappen um eine angeborene anatomische Variante oder eine erworbene Formveränderung der Leber, die im Zusammenhang mit einer Entzündung oder anderen Erkrankung am Leberunterrand steht, wird unterschiedlich diskutiert.
Schon Riedel selbst beschrieb, dass der Lappen nach Beendigung der akuten Erkrankung (z. B. der Gallenblase) nicht mehr nachweisbar war. Das würde gegen eine angeborene Variante sprechen.